# Quatorze Bagatelles de Bartók
Pour les articles homonymes, voir Bagatelle.

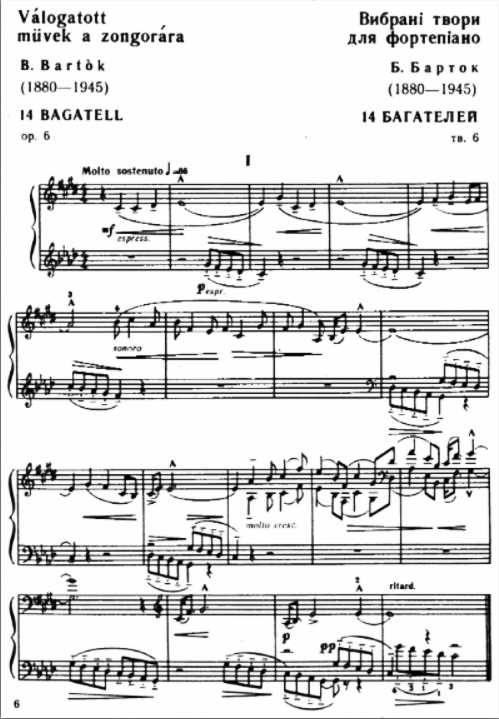
Partition.

Les Quatorze Bagatelles (hongrois : Tizennégy bagatell) op. 6 (Sz.38/BB 50) sont un recueil de pièces brèves pour piano de Béla Bartók (et non pas un cycle), composées au début de l'année 1908, sous le titre 14 pièces pour piano (publiées chez Károly Rozsnyai à Budapest) puis enfin, 14 Bagatelles lors de l'édition allemande, en référence à celles de Beethoven. Elles sont créées la même année et redonnées à Paris notamment le 12 mars 1910.
Les 14 Bagatelles occupent une place de choix, tant dans l'œuvre pour piano de l'auteur, que dans l'histoire de la musique hongroise. Novatrices dans leur style moderne et audacieux, elles comptent parmi les pages les plus expérimentales du jeune Bartók, qui y jette les bases de son langage de maturité. Certaines pages étant justement baptisées « expériences ». L'œuvre fut ardemment critiquée, en Hongrie et à l'étranger, pour son prétendu manque de substance mélodique et de logique structurelle.
Bartók, dans ses conférences (à Harvard 1943) ou sa préface (1945), ne cesse de rappeler l'essence tonale et modale (et non atonales ou bitonales) de ces œuvres, en précisant notamment la tonalité de certaines pièces ; même si l'on trouve des « dissonances ne pouvant se résoudre selon les termes de l'harmonie tonale. »

« Dans ces pièces, un nouveau style pianistique apparaît en réaction à l'exubérance de la musique pour piano romantique du XIXe siècle ; un style  débarrassé de tous les éléments décoratifs inutiles, recourant délibérément aux moyens techniques les plus limités. Comme le montrent les développements ultérieurs, les Bagatelles inaugurent au sein de ma carrière une tendance nouvelle dans l'écriture pianistique, tendance que suivront fidèlement la plupart de mes œuvres pour piano postérieures […] »

— Béla Bartók, Introduction à une anthologie de ses œuvres pour piano, 1945 (p. 433).
Endlich etwas wirklich neues (« Enfin quelque chose de vraiment nouveau »), commente Ferruccio Busoni en juin 1908, lors de sa recommandation à Breitkopf (qui refuse malgré tout de publier).
Le compositeur a enregistré plusieurs pièces dès 1912 pour lui-même sur son phonographe, sur piano mécanique ou sur disque, notamment la percussive Bagatelle no 2  (pour HMV en 1929 et pour Continental en 1942) qu'il jouait isolément souvent au concert, avec les nos 7 et 10.

## Structure
Toutes les tonalités sont indiquées dans l’Introduction de 1945, citée plus haut et donc du compositeur.
1. Molto sostenuto (/
). Expérience dans la forme d'un chant populaire. Selon Bartók, lui-même, ce n'est pas une étude sur la bitonalité, malgré sa double armure (ut , main droite et fa, mineur main gauche) : « mais simplement un ut majeur coloré de mode phrygien », donc « Ce procédé, mi-sérieux mi-badin, visait à démontrer l'absurdité des armures dans certains types de musique contemporaine[5] ».
2. Danse populaire sur un ton très ironique (ré  majeur).
3. Portrait psychologique dans un style impressionniste
4. Grave (« Mikor gulyásbojtár voltam »). Ancien chant populaire harmonisé en blocs d'accord.
5. Vivo (« Ej' po pred naš, po pred naš »). Danse populaire.
6. Allegretto molto capricciozo. Pièce triste legato sur un rythme lent (si majeur)
7. Andante sostenuso. Danse populaire un peu sarcastique (ré  mineur)
8. Allegro grazioso. Expérience sur l'harmonie de 7e majeure
9. Allegro. Expérience sur des lignes mélodiques nues, les deux mains à l'unisson
10. Allegro. Danse populaire. Une toccata virtuose, pièce parmi les plus longues pièces du recueil et déployée sur l'ensemble du clavier[6].
11. Allegretto molto rubato. Expérience sur l'accord de 13e de dominante.
12. Rubato. Tableau d'états d'âme avec ses notes répétées accelerando.
13. Lento funebre (« Elle est morte… »). Expérience sur l'intégration harmonique sur pédale dans la forme d'une marche funèbre.
14. Valse, Presto, (A szeretőm táncol (« Ma mie, qui danse… »)). Valse sarcastique. La seule pièce orchestrée (BB 48b/II)[7] en 1911, pour le second volet des Deux Portraits op. 5.